# Кокице
Кокице (у неким крајевима пуцке) су врста житарица које стварају загрејавањем зрна кукуруза на високој температури. Постоји само једна сорта кукуруза која може да произведе кокице (Зеа маис вар. еверта). Ова врста кукуруза даје мање зрна од уобичајеног кукуруза, али они имају много отпорније ендоспермно ткиво. 

## Облици
Кокице кукуруза могу се појавити у два различита облика : У облику печурке и у облику лептира. Облик лептира је генерално пожељнији, али облик печурке произвођачи чешће користе за обложене кокице (на пример, карамелне кокице). Крајем 90-их произведене су специјалне сорте кукуруза које производе кокице у облику печурке и лептира.

## Механизам стварања кокица
Унутрашњост зрна кокица је у великој мери састављена од скроба у облику гранула који садржи воду између 8 и 25%. Када се зрно загреје, вода садржана у гранулама кључа и претвара се у пару. Затим се концентрише у средини грануле, гурајући скроб на страну. Због температуре и јаког притиска скроб постаје вискозан и кондензације са осталим гранулама. Када температура достигне 180 степени притисак постаје јако велики и оклоп кукуруза пуца, сто дозвољава проширење сада сувог скроба.

## Зрелост зрна
Како би се зрно кукуруза претворило у кокицу, зрно не би требало бити ни превише влажно нити превише суво. Зрно кукуруза се може користити одмах након убирања али неће добити форму праве кокице, то је због превелике влаге које се налази у кукурузу. Из тих разлога, произвођачи и дистрибутери кокица суше зрно све док не достигну оптимални ниво влажности који се разликује у зависности од сорте и услова, али углавном је око 14-15% влажности по тежини. Његова еластична својства су близу експандираног полистирена и омогућавају његову употребу у паковању крхких предмета, с тим да је биолошки разградљив.

## Употреба
Кокице се могу јести на путеру, слане или слатке, али могу се јести и зачињене, уз чоколаду и карамелу . Неке особе воле да их конзумирају без икаквог додатка. Кокице су најпопуларније у биоскопима а њихово конзумирање у истим је почело од велике кризе и данас су постале симбол кинематографије.